# Блинов, Юрий Иванович
Юрий Иванович Блинов (13 января 1949, Москва, РСФСР, СССР) — советский хоккеист. Заслуженный мастер спорта СССР (1972).

## Биография
Родился в московском пригороде Люблино. Рос в большой семье — один из старших братьев играл в футбол, другой — в хоккей.
Сначала записался в ФШМ к Константину Ивановичу Бескову, но чуть позже перешёл в футбольную школу ЦСКА. Выступал за сборную Москвы, получал призы для лучшего нападающего на различных турнирах, играл за юношескую сборную СССР, возглавляемую Евгением Ивановичем Лядиным. Зимой играл в хоккей.
В 1967 году сыграл 1 матч за футбольный клуб ЦСКА в чемпионате СССР — 29 мая 1967 года против «Динамо»(Москва).
На юного игрока обратил внимание Анатолий Тарасов и предложил ему игру в хоккее. В это время тренер футбольного ЦСКА Всеволод Бобров обещал Блинову через год место в основном составе. По рассказу самого Блинова, окончательный выбор между футболом и хоккеем он был вынужден сделать под давлением министра обороны Гречко.
С 1967 года играл в составе ЦСКА, пять раз был чемпионом СССР. В 1970 признан лучшим нападающим СССР — в 32 матчах чемпионата забросил 25 шайб.
1972 — самый успешный для Блинова год. Он стал олимпийским чемпионом (в пяти матчах забросил 3 шайбы) и серебряным призёром мирового первенства (в 10 играх — 4 шайбы), играл в одной тройке с Петровым и Михайловым.
Участник легендарной Суперсерии-72, забросил по шайбе в 4-й и 5-й игре серии, сделал результативную передачу на Бориса Михайлова в 1-й игре при счете 4:3 в пользу сборной СССР.
В 1975—1976 — в СКА МВО, в 1976—1977 — «Кристалл» (Саратов). Всего в чемпионатах СССР (высшая лига) — 236 матчей, 119 голов.
В конце 70-х Борис Кулагин звал Блинова в «Спартак». Подумав, Блинов отказал и ушёл работать с командой «Авангард», которая готовила молодых игроков для армейского клуба.
В конце 90-х тренировал команду «Полярные Зори» из одноимённого города, организованную руководством Кольской АЭС.
Игрок ХК «Легенды хоккея СССР» в ветеранских турнирах.

## Достижения
- Чемпион Олимпийских игр 1972. На чемпионатах мира и Олимпийских играх − 15 матчей, 7 голов.
- Серебряный призёр чемпионата мира и Европы 1972.
- Чемпион СССР 1970, 1971, 1972, 1973, 1975. Второй призёр чемпионата СССР 1969 и 1974.
- Обладатель Кубка СССР 1968, 1969, 1973.
- Обладатель Кубка европейских чемпионов 1969 -1973
- Лучший нападающий СССР 1970.

## Награды
- медаль «За трудовую доблесть» (03.03.1972)

## Семья
Женат, сын Владислав, дочь Яна. Приёмный сын Юрий.